# Resolutie 2207 Veiligheidsraad Verenigde Naties
Resolutie 2207 van de Veiligheidsraad van de Verenigde Naties werd op 4 maart 2015 unaniem aangenomen door de VN-Veiligheidsraad en verlengde het expertenpanel dat toezag op de sancties tegen Noord-Korea met dertien maanden.

## Achtergrond
Al in 1992 werd een akkoord gesloten over de bevriezing van Noord-Korea's kernprogramma. In het begin van de 21e eeuw kwam het land echter in aanvaring met de Verenigde Staten, die het bij de zogenaamde as van het kwaad rekenden. Noord-Korea hervatte de ontwikkeling van kernwapens en ballistische raketten om ze af te dragen. In oktober 2006 voerde het land een eerste kernproef uit, in mei 2009 gevolgd door een tweede. Hieropvolgend werden sancties ingesteld tegen het land. In december 2012 lanceerde het land met succes een raket met een satelliet en schond daarmee de sancties die het land verbieden kern- en rakettechnologie te ontwikkelen. De Veiligheidsraad besloot hierop om het land strengere sancties op te leggen. Als tegenreactie voerde Noord-Korea in februari 2013 een nieuwe kernproef uit.

## Inhoud
Het mandaat van het expertenpanel dat in 2009 werd opgericht middels resolutie 1874 werd verlengd tot 5 april 2016. Deze experts hielpen het in 2006 middels resolutie 1718 opgerichte comité dat toezag op de sancties tegen Noord-Korea met het toezicht op de uitvoering ervan.
De Veiligheidsraad had het laatste rapport van de experten (S/2015/131) ontvangen. Dat rapport maakte melding van de verscheidene wijzen waarop de sancties werden omzeild. Dat gebeurde onder meer met de inzet van diplomaten en door militaire banden met landen als Cuba en Congo.

## Verwante resoluties
- Resolutie 2094 Veiligheidsraad Verenigde Naties (2013)
- Resolutie 2141 Veiligheidsraad Verenigde Naties (2014)
- Resolutie 2276 Veiligheidsraad Verenigde Naties (2016)

Lijst ·  2196 ·  2197 ·  2198 ·  2199 ·  2200 ·  2201 ·  2202 ·  2203 ·  2204 ·  2205 ·  2206 ·  2207 ·  2208 ·  2209 ·  2210 ·  2211 ·  2212 ·  2213 ·  2214 ·  2215 ·  2216 ·  2217 ·  2218 ·  2219 ·  2220 ·  2221 ·  2222 ·  2223 ·  2224 ·  2225 ·  2226 ·  2227 ·  2228 ·  2229 ·  2230 ·  2231 ·  2232 ·  2233 ·  2234 ·  2235 ·  2236 ·  2237 ·  2238 ·  2239 ·  2240 ·  2241 ·  2242 ·  2243 ·  2244 ·  2245 ·  2246 ·  2247 ·  2248 ·  2249 ·  2250 ·  2251 ·  2252 ·  2253 ·  2254 ·  2255 ·  2256 ·  2257 ·  2258 ·  2259